# Kuwaitische Squashnationalmannschaft
Die kuwaitische Squashnationalmannschaft ist die Gesamtheit der Kader des kuwaitischen Squashverbandes Kuwait Squash Federation. In ihm finden sich kuwaitische Sportler wieder, die ihr Land sowohl in Einzel- als auch in Teamwettbewerben national und international im Squashsport repräsentieren.

## Historie

### Herren
Kuwait nahm erstmals 1976 bei einer Weltmeisterschaft teil. Ihr Debüt schloss die Mannschaft sieglos mit dem zehnten und damit letzten Platz ab. Bis auf die Austragungen 1977 und 2001 nahm die Mannschaft stets an der Endrunde teil. Während der 10. Platz 1976 de facto die beste bisherige Platzierung darstellt, erreichte die Mannschaft erstmals 2009 das Achtelfinale.
Bei Asienmeisterschaften zählt Kuwait seit 2004 zu einer der stärksten Mannschaften. Zwischen der ersten Austragung 1981 und 2002 erreichte die Mannschaft nur 1990 das Halbfinale und scheiterte ansonsten in der Gruppenphase. Seit 2004 stand Kuwait bisher jedes Mal mindestens im Halbfinale: 2004 und 2010 belegte die Mannschaft am Ende Rang vier, in den Jahren 2006, 2012 und 2014 belegte sie den dritten Rang. 2008 stand sie erstmals im Finale des Wettbewerbs, das sie gegen Malaysia verloren.

## Letzter WM-Kader
Bei der letzten Teilnahme 2019 bestand die kuwaitische Mannschaft aus den folgenden Spielern:
| Rang | Name                | Geburtsdatum       | WRL | Einsätze | Siege | Niederlagen |
| ---- | ------------------- | ------------------ | --- | -------- | ----- | ----------- |
| 1.   | Ammar Altamimi      | 12. September 1988 | 103 | 6        | 2     | 4           |
| 2.   | Abdullah Al Muzayen | 8. Februar 1988    | 500 | 5        | 4     | 1           |
| 3.   | Yousif Nizar Saleh  | 7. November 1994   | −   | 1        | 0     | 1           |
| 4.   | Ali Bader Al-Ramzi  | 21. März 1987      | −   | 6        | 3     | 3           |

## Bilanz
| Herren |                    |                    |                    |                    |                    |
| Jahr   | Austragungsort     | Runde              | Platzierung        | Siege              | Niederlagen        |
| 1967   | Melbourne          | nicht teilgenommen | nicht teilgenommen | nicht teilgenommen | nicht teilgenommen |
| 1969   | Birmingham         | nicht teilgenommen | nicht teilgenommen | nicht teilgenommen | nicht teilgenommen |
| 1971   | Palmerston North   | nicht teilgenommen | nicht teilgenommen | nicht teilgenommen | nicht teilgenommen |
| 1973   | Johannesburg       | nicht teilgenommen | nicht teilgenommen | nicht teilgenommen | nicht teilgenommen |
| 1976   | Birmingham         | Gruppenphase       | 10.                | 0                  | 7                  |
| 1977   | Toronto            | nicht teilgenommen | nicht teilgenommen | nicht teilgenommen | nicht teilgenommen |
| 1979   | Brisbane           | Gruppenphase       | 14.                | 0                  | 8                  |
| 1981   | Stockholm          | Gruppenphase       | 18.                | 1                  | 5                  |
| 1983   | Auckland           | Gruppenphase       | 18.                | 1                  | 5                  |
| 1985   | Kairo              | Gruppenphase       | 20.                | 0                  | 7                  |
| 1987   | London             | Gruppenphase       | 24.                | 2                  | 9                  |
| 1989   | Singapur           | Gruppenphase       | 21.                | 4                  | 4                  |
| 1991   | Helsinki           | Gruppenphase       | 21.                | 3                  | 2                  |
| 1993   | Karatschi          | Gruppenphase       | 27.                | 1                  | 3                  |
| 1995   | Kairo              | Gruppenphase       | 29.                | 3                  | 3                  |
| 1997   | Petaling Jaya      | Gruppenphase       | 28.                | 2                  | 4                  |
| 1999   | Kairo              | Gruppenphase       | 27.                | 3                  | 3                  |
| 2001   | Melbourne          | nicht teilgenommen | nicht teilgenommen | nicht teilgenommen | nicht teilgenommen |
| 2003   | Wien               | Gruppenphase       | 19.                | 3                  | 4                  |
| 2005   | Islamabad          | Gruppenphase       | 16.                | 2                  | 4                  |
| 2007   | Chennai            | Gruppenphase       | 22.                | 3                  | 4                  |
| 2009   | Odense             | Achtelfinale       | 15.                | 3                  | 4                  |
| 2011   | Paderborn          | Gruppenphase       | 18.                | 4                  | 3                  |
| 2013   | Mülhausen          | Gruppenphase       | 19.                | 3                  | 3                  |
| 2015   | Kairo              | keine Austragung   | keine Austragung   | keine Austragung   | keine Austragung   |
| 2017   | Marseille          | nicht teilgenommen | nicht teilgenommen | nicht teilgenommen | nicht teilgenommen |
| 2019   | Washington, D.C.   | Gruppenphase       | 15.                | 3                  | 3                  |
| Gesamt | 18 / 26 Teilnahmen | 18 / 26 Teilnahmen | 0 Titel            | 41                 | 85                 |